# Gare de Modane
Gare de Modane – stacja kolejowa w Modane, w departamencie Sabaudia, w regionie Owernia-Rodan-Alpy, we Francji. Jest to ostatnia stacja na linii przed linią graniczną do Włoch biegnąca tunelem Fréjus i dalej linią do Turynu.
Międzynarodowa stacja kolejowa Modane została otwarta w 1871 przez Compagnie des chemins de fer de Paris à Lyon et à la Méditerranée (PLM) wraz z tunelem Fréjus.
Jest stacją Société nationale des chemins de fer français (SNCF), obsługiwaną przez pociągi TGV i TER Rhône-Alpes. Jest też ważną stacją towarową sieci Fret SNCF.

## Położenie
Znajduje się na wysokości 1057 m n.p.m., na km 235,955, na wschód od stacji Saint-Michel - Valloire.